# Jaskinia Jaworzynka
Jaskinia Jaworzynka lub Jaskinia Jaworowa (słow. Javorinka) – jaskinia w słowackich Tatrach Wysokich, w Dolinie Jaworowej, w północnej części masywu Czarnogórskiej Czuby. Ma dwa otwory, niegdyś uważane za wejścia do osobnych jaskiń. Otwór dolny znajduje się na prawym brzegu Jaworowego Potoku (1215 m), otwór górny – znany jako Jaskinia Nadziei (Nádejná jaskyňa) – w lewym zboczu Doliny Kołowej (1490 m). Jest to jeden z najdłuższych i najgłębszych systemów jaskiniowych Słowacji.
Jaskinia Jaworzynka została odkryta w roku 1973 przez speleologów z Białej Spiskiej. Przez jaskinię płynie potok odprowadzający część wód Kołowego Potoku z ponorów na wysokości 1385 m. Tworzy on w niej 3 wodospady o wysokości od 10 do 30 metrów. Eksploracja jaskini była przez wiele lat uzależniona od stanu wody we wstępnym syfonie, zwanym Cerberem (Cerberus) – na ogół była możliwa jedynie od końca grudnia do początku marca. Najniższe partie jaskini to syfon Morskie Oko (Morské oko). W 1997 zanurkowano tu na głębokość 40 m, po czym ponownie w latach 1999 i 2001, lecz kolejne próby nie przyniosły już większych rezultatów. Odkrywano jednak nowe fragmenty w górnych partiach jaskini i do roku 2008 poznano 8700 metrów korytarzy. W 2009 odkryto największą salę, nazwaną Marakana, o wymiarach 50×50×20 m. Rok później udało się odnaleźć za pomocą piepsów i przekopać połączenie z Jaskinią Nadziei, przez co dostęp do jaskini stał się możliwy niezależnie od stanu wody we wstępnym syfonie. Pod koniec 2011 osiągnięto najwyższy dotychczas punkt (1603 m) – Zębaty Korytarz (Zubatá chodba). Deniwelacja jaskini wzrosła tym samym do 477 metrów, co czyni ją najgłębszą po słowackiej stronie Tatr i drugą na Słowacji (po systemie Hipmanových jaskýň w Niżnych Tatrach). Długość aktualnie znanych korytarzy przekracza 11,9 km (stan na marzec 2017).